# Omaha (Teksas)
Omaha – miasto w Stanach Zjednoczonych, w stanie Teksas, w hrabstwie Morris.